# Cephalothrix galatheae
Cephalothrix galatheae är en djurart som tillhör fylumet slemmaskar, och som beskrevs av Georg Dieck 1874. Cephalothrix galatheae ingår i släktet Cephalothrix och familjen Cephalothricidae. Inga underarter finns listade i Catalogue of Life.